# Israel Dias Machado
Israel Dias Machado (Salvador) é um pintor brasileiro. Utiliza o pseudónimo artístico "Idmach", derivado do seu nome.

## Biografia
Aos quinze anos foi morar no rio de Janeiro. Foi funcionário da Rede Ferroviária Federal durante anos e, como coordenador do projeto "Preserve - SR3", viajava pelo Brasil afora, visitando extintos ramais da rede à procura de acervo para o museu da empresa, o primeiro sobre transporte no Brasil. Foi nessa ocasião que começou a se manifestar a sua veia artística. Sem recursos, dava vida as suas obras utilizando-se do carvão aplicado sobre papel por seus dedos sujos. Aposentado, passou a dedicar o seu tempo exclusivamente à pintura e ao desenho.
Artista impressionista, teve como base de sua arte a escola acadêmica, tendo como mestres Oswaldo Teixeira, Augusto Silva, Onofre Penteado e Dimitri Ismailovitch, na Escola de Belas-Artes do Rio de Janeiro.
Em 1959, integrou-se à Associação dos Artistas Brasileiros, apresentando-se em coletivas. Obteve-se diversas medalhas, troféus e prêmios de viagens, tanto no Brasil quanto no exterior. [carece de fontes?]
Suas telas encontram-se em acervos particulares no Brasil, Estados Unidos, Canadá, Japão, Europa e Egito.
Em 1998 recebe o Título de Cidadão do Estado do Rio de Janeiro.

## Vida e Carreira
Israel Dias Machado, cujo pseudônimo é Idmach, nasceu em 1933 na cidade de Salvador, no estado da Bahia.  Mudou-se para ilha de Paquetá em 1950, onde, sofrendo sérias dificuldades financeiras, precisou trabalhar em uma pensão em troca de moradia e comida.
Em um dos seus dias de trabalho, entregando marmita, o artista visualiza um cavalete de pintura. No local, estava Augusto Silva, mestre do impressionismo brasileiro.  Nasceu-se a amizade dos dois. Augusto ensinou as primeiras noções técnicas para Israel, além de ensiná-lo a observar a natureza e a relação entre pintura e música.  
Idmach, em 1959, entra para a Escola Nacional  de Belas Artes com um bom repertório estético na bagagem, já possuía uma base estética invejável. Além do próprio Augusto Silva, Osvaldo Teixeira e Onofre Penteado foram seus mestres e completaram sua formação. Foi nesta época também que surgiu seu pseudônimo. Na sala em que estudava na Escola Nacional de Belas Artes, tinham outros três  alunos com o nome de Israel, sendo necessário falar o nome completo para saber quem era. Foi então que decidiu adotar as iniciais de seu nome e sobrenome.
Aposentou-se pelos longos anos de trabalho na Rede Ferroviária Federal. Fundou os Museus de Transportes de São João D'El Rey e do Rio de Janeiro. Atualmente, é membro do clube dos Poetas e Compositores do Brasil.  Israel também é presidente do Clube Idmach do Brasil e suas obras estão expostas na Academia Naval do Egito, no consulado do Brasil em Marselha e no Salão Nobre das Docas do Belém do Pará. Ao total, Idmach ganhou mais de 30 prêmios e já apresentou suas obras no Brasil e no exterior.
De uma sabedoria de vida que não é exposta somente através de pinturas, mas também em palavras muito bem ditas. Em seus quadros, ele costuma pintar um olho, representando a vida, que ele define: "A vida é bem estar, alegria, saúde, tudo de positivo é vida. O homem só está vivendo quando está tendo prazer". E sintetiza o que deveria ser o sentido da vida: "O ser humano veio para ser feliz e no entanto criou um sistema para explorar o próprio semelhante, o que leva à desigualdade e à infelicidade".

## Obra
Criador da prática da pintura "pastel com dedos", a obra de Idmach se exalta no contraste entre a tradição histórico-cultural e o impulso individual.  Trata-se de uma pintura que deseja se romper com os cânones experimentados, para posteriormente desencadear um valor que existe dentro de si.
Segundo ele, a vantagem de sua técnica de "pastel com dedos" é a praticidade de poder exercê-la em qualquer lugar. Em um vôo quando todos estão dormindo, ele aproveita o silêncio para pintar. Aliás o silêncio tem um papel importante em suas criações, pois é o momento em que ele desliga e naquela calma, o mundo é dele. 
Suas obras convida o admirador a observá-las de frente e efetuar uma compreensão de extremo interesse.  Conhecido por uma pintura suave, mas ao mesmo tempo com pinceladas precisas, o artista desenvolve um impressionante trabalho com a luz, sombra e brilho de suas telas.  Sem se afastar de forma significativa da pintura tradicional, conhecida por ele através de seus mestres (Augusto Silva e Osvaldo Teixeira), Israel Machado Dias revela seu mundo lírico pela obra que produz, caracterizada pelos sentimentos que dão origem as suas obras e também as estruturam como uma linguagem própria.
Na obra "Homenagem aos 450 anos de São Paulo", que está atualmente no Acervo Artístico do Parlamento Paulista, Israel Machado Dias imprime pela pintura um discurso repleto de significados simbólicos. 